# Pracht-Zwerglippfisch
Der Pracht-Zwerglippfisch (Cirrhilabrus exquisitus) ist eine kleine Fischart aus der Familie der Lippfische. Von allen Arten der Gattung Cirrhilabrus hat sie das größte Verbreitungsgebiet. Es liegt im tropischen Indopazifik, reicht von der Küste Ostafrikas über Mauritius, die Malediven, den Chagos-Archipel, Indonesien, Neuguinea, die Salomon-Inseln, Palau bis zum Tuamotu-Archipel im Osten und den japanischen Ryūkyū-Inseln im Norden.

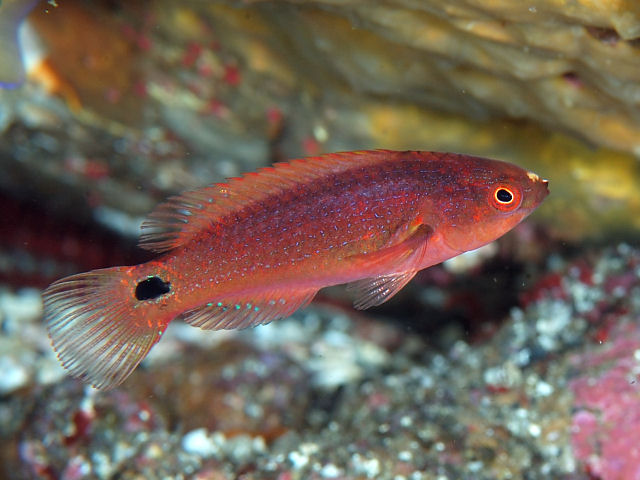
Junges Weibchen

## Merkmale
Der kleine Lippfisch erreicht eine Gesamtlänge von 12 cm. Der Pracht-Zwerglippfisch ist relativ langgestreckt, die Gesamtlänge liegt beim 3,2 bis 3,5-Fachen der Körperhöhe. Junge Weibchen sind olivfarben, bis rötlich-braun, oft mit einem Muster aus undeutlichen, hellen Streifen entlang der Schuppenreihen. Ein auffallendes Merkmal ist ein großer, elliptischer, horizontaler, schwarzer Fleck auf dem oberen Schwanzflossenstiel. Männchen sind variabel gefärbt. Eine rote oder blaue Linie verläuft vom Maul über das Auge bis in den Nacken. Die Ränder der Brustflossen sind rot. An der Brustflossenbasis befindet sich ein schräger dunkler Streifen, der von blauen Linien eingefasst wird. Im hinteren Abschnitt der Rückenflosse erstreckt sich auf der Flossenmitte ein schwarzer Streifen mit blauen Punkten. Ein ähnlicher Streifen ist bei einigen Exemplaren auch auf der Afterflosse vorhanden. Bei beiden Geschlechtern befindet sich auf dem Schwanzstiel eine blaue Linie, die am unteren Rand des ovalen schwarzen Flecks und nach vorne bis unter die Brustflossen verläuft. Eine weitere blaue Linie beginnt am Maul, verläuft unter dem Auge und endet auf dem Kiemendeckel.
Die Schnauze, bei Fischen die Region vom Vorderrand der Augen bis zum Maul, ist kurz und stumpf und die Maxillare reicht nach hinten bis zu einer gedachten senkrechten Linie zwischen der hinteren Nasenöffnung und dem Auge. Im vorderen Bereich des Oberkiefers liegen 3 Paare größerer Fangzähne, von denen die Zähne des dritten Paares gebogen und die längsten sind. Ein einzelnes Fangzahnpaar befindet sich im Unterkiefer. Zwischen den Fangzahnpaaren liegt eine einzelne Reihe kleiner, konischer Zähne. Im Mundwinkel sind keine Zähne mehr vorhanden. Die Zunge ist kurz und abgerundet. Der hintere Rand des Präoperculums ist gesägt. Wie alle Zwerglippfische der Tribus Pseudocheilini hat der Pracht-Zwerglippfisch durch eine Hornhaut zweigeteilte Augen, so dass sie wie Bifocallinsen funktionieren. Auf den Wangen befinden sich zwei Schuppenreihen. Die Schnauze, die Kopfunterseite und die Region zwischen den Augen sind unbeschuppt. Vor dem ersten Strahl der Rückenflosse liegen 5 Schuppen. Die Seitenlinie ist unterbrochen. Die Basen von Rücken- und Afterflosse sind von Reihen verlängerter Schuppen eingefasst. Bei jungen Exemplaren ist die Schwanzflosse leicht abgerundet oder spatenförmig, bei ausgewachsenen Fischen eingebuchtet, bei älteren Männchen mit leicht ausgezogenen oberen und unteren Flossenstrahlen. Die Bauchflossen ausgewachsener Männchen sind stark verlängert.
Morphometrie:
- Flossenformel: Dorsale IX/9; Anale III/9; Pectorale 15; Caudale 11.
- Schuppenformel: SL 16–18/5–8.
- Branchiostegalstrahlen 5.
- Kiemenrechen: 17–21.

## Lebensweise
Der Pracht-Zwerglippfisch lebt in Schwärmen in Tiefen von 2 bis 30 Metern über strömungsreichen Geröllböden mit einzelnen, kleinen Riffinseln oder an der Außenriffkante. Oft sollen die Fische in der Nähe von Anemonen-Pilzkorallen (Heliofungia actiniformis) gesehen werden. Männchen imponieren oft gegeneinander. Pracht-Zwerglippfische ernähren sich von Zooplankton.